# 孔祐
孔祐，会稽郡山阴县（今浙江省绍兴市）人，南朝宋、南朝齐隐士，孔子第二十八代孙，孔汪的孙子，江夏太守孔俟的儿子。
孔祐有至行，隐居四明山，曾见山谷中有数百斛钱，视之如瓦砾。曾有鹿中箭，孔祐为它养伤，鹿伤好后离去。会稽郡太守王僧虔称他为古之遗德，请他担任主簿，没有就任。他的儿子孔道徽、孙子孔总。